# Анжелика (персонаж)
Анжели́ка (фр. Angélique) — главная героиня серии из 13 романов Анн Голон, а также их пяти экранизаций с актрисой Мишель Мерсье в главной роли:
1. «Анжелика — маркиза ангелов»
2. «Анжелика в гневе» («Великолепная Анжелика»)
3. «Анжелика и король»
4. «Неукротимая Анжелика»
5. «Анжелика и султан»

На протяжении фильмов Анжелика известна как Анжелика баронесса де Сансе, де Монтелу; Анжелика, маркиза ангелов; графиня де Пейрак; Мадам Шоколад; маркиза дю Плесси-Белльер. Анжелика обладает красотой, она строптива и безумно влюблена в своего мужа, графа Тулузы Жоффрея де Пейрака (Рескатора). Несмотря на то, что он некрасив внешне, Анжелику со временем покоряет красота его души.
По признанию Анн Голон, у Анжелики не было конкретного прототипа, это скорее собирательный, архетипический образ. Серж Голон в 1964 году, комментируя успех их с супругой романа для "Пари Матч", говорил, что успешная литературная героиня должна обладать такими качествами, как молодость, красота, дерзость и трогательность, а большая любовь и верность в этой любви должны перевешивать её слабости.
Анжелика – красива и обаятельна, ей в трудные моменты её жизни часто приходит на помощь тот или иной симпатизирующий ей мужчина, но она и сама способна постоять за себя, часто находя в безвыходной ситуации парадоксальные решения, в чём ей помогают её живой ум и наблюдательность.
При переносе на экран образ Анжелики претерпел некоторые изменения, по мнению Анн Голон, он потерял большую часть своей глубины, а мотивация её поступков порой неясна.
В новой версии экранизации Анжелики, которую снял Ариэль Зейтун в 2013 году, роль главной героини исполняет Нора Арнезедер. Её образ претерпел заметные изменения под влиянием феминизма, при этом она совершенно потеряла такие качества, как хрупкость, уязвимость и слабость. Среди других отступлений новой экранизации от литературного оригинала (никак не следующих из сценария) следует отметить, что Жоффрей де Пейрак теряет описанное в книге уродство, а друг детства Анжелики Никола становится чуть ли не ровесником де Пейрака.